# Judyta Berg
Judyta Berg, także Judyta Berg-Fibich, na emigracji Judith Berg i Judith Berg Fibich (hebr. יהודית ברג, ur. 16 lutego 1912 w Łodzi, zm. 19 sierpnia 1992 w Nowym Jorku) – polsko-amerykańska tancerka i choreografka pochodzenia żydowskiego. Odtwórczyni roli Śmierci i autorka choreografii w filmie Dybuk (1937).

## Życiorys
Wychowywała się w rodzinie polskich Żydów. Początkowo uczyła się tańca w szkole tanecznej w Łodzi, a następnie pedagogikę tańca i taniec ekspresjonistyczny pod okiem Mary Wigman w Dreźnie, jednakże bardziej wykazywała zainteresowanie tańcem inspirowanym kulturą żydowską i tańcami chasydzkimi.
Debiutowała w teatrze Ararat Mosze Bordersona. Przeniósłszy się do Warszawy, otworzyła w siedzibie Żydowskiego Stowarzyszenia Lekarzy i Inżynierów szkołę tańca nowoczesnego, ucząc m.in. Irenę Prusicką i Renę Spatsenkop oraz założyła grupę taneczną, z którą podróżowała i grała recitale, tańczyła i opracowywała choreografie m.in. do „Menachema Mendla” autorstwa Szolema Alejchema, a także do tradycyjnych tańców chasydzkich, takich jak „Maatenes Tants” i „Licht Bensch” i „Pilpul Tants”. Pracowała także jako choreografka w Jung Teater i Żydowskim Teatrze Artystycznym, układając m.in. choreografie do własnych występów tanecznych, a także m.in. dla Idy Kamińskiej. Do jej najbardziej cenionych choreografii, należy ta do filmu Dybuk (1937).

### lata 1939–1949
Po inwazji niemieckiej na Polską, wyjechała na wschód, wraz z trupą Szymona Dżigana i Izraela Szumachera, do której należał m.in. jej uczeń oraz przyszły mąż – Feliks Fibich.
Trupa występowała początkowo Białymstoku, m.in. w ramach rewii jidysz Białostockiego Teatru Miniatur, następnie odbyła tournée po Związku Radzieckim, odwiedzając miasta takie jak m.in.: Odessa, Moskwa, Leningrad, Kijów, Charków, Erywań, Tbilisi i Aszchabad, gdzie trupa rozwiązała się, a także organizowali pomoc żywnościową dla polskich zesłańców w Kazachstanie i na Syberii. Do Polski para powróciła na przełomie maja i czerwca 1946. Berg wraz z mężem, zagrała w jednym z ostatnich filmów jidysz, które ukazały się w Polsce pt. My, którzy przeżyliśmy, w reżyserii Natana Grossa, na potrzeby którego para wykonała sekwencje tańców chasydzkich w sierocińcach w Helenówku i Otwocku. We Wrocławiu założyli również szkołę tańca dla ocalałych dzieci żydowskich, z czasem organizując pokazy taneczne w żydowskich ośrodkach kulturalnych.

### lata 1949–1992
Pod wpływem narastającego stalinizmu, małżonkowie w 1949 wyjechali do Paryża. Tam Berg uczyła tańca w sierocińcu pod Paryżem, jednocześnie małżeństwo podjęło współpracę ze stowarzyszeniem Archives Internationales de la Danse. Organizacja ta promowała ich recitale jako La Danse Juive Mystique de la Secte Hasidim (pol. Mistyczny taniec żydowski sekty chasydzkiej). Wydarzenia te zdobyły pewną popularność, a para była zapraszana na występy przez francuskie organizacje żydowskie. Berg i Fibich występowali m.in. w: Salle Pleyel, Salle Gaveau Palais de Chaillot, Théâtre Sarah Bernhardt oraz w Teatrze Żydowskim w Paryżu. W 1950 para podpisała kontrakt z Congress for Jewish Culture na trasę koncertową w Stanach Zjednoczonych. Początkowo występowali w Carnegie Hall i Brooklyn Academy of Music, a następnie odbywając tournée po Stanach Zjednoczonych, Kanadzie, Izraelu i Ameryce Południowej, grając m.in. w Montrealu, Chicago, Cleveland, Filadelfii i Bostonie. Była również autorką choreografii do programów telewizyjnych „Look Up and Live”  i „Lamp Unto My Feet””. W latach 1978–1988 układała choreografię dla Jaffa Dance Ensemble of New York. W listopadzie 1979 Berg w The Town Hall w Nowym Jorku zorganizowała w jidysz inscenizację sztukę Rebecca, the Rabbi’s Daughter (jid. Rivkele dem rebens, pol. Rywka, córka Rabina). Pod koniec kariery zawodowej zajmowała się nauką tańca dla osób starszych.

### Życie prywatne
Berg miała dwie siostry, które przeżyły II wojnę światową, po której osiedliły się we Francji. Była żoną choreografa Feliksa Fibicha. Para pobrała się podczas II wojny światowej w Aszchabadzie.
Zmarła w wyniku zapalenia płuc w Mount Sinai Hospital w Nowym Jorku. Została pochowana na Mount Hebron Cemetery w Nowym Jorku.

## Filmografia
- Dybuk – jako tancerka – Śmierć (reż. Michał Waszyński, 1937)[1],
- My, którzy przeżyliśmy – jako ona sama (reż. Natan Gross, 1948)[7][1].

## Wyróżnienia
- 1987: Wyróżniona (wraz z mężem) „Centennial Honorees of the Arts” przez Jewish Theological Seminary of America(inne języki) za „Doskonałość w sztuce i promocję kultury żydowskiej”[4].